# Scleria terrestris
Scleria terrestris là loài thực vật có hoa trong họ Cói. Loài này được (L.) Fassett miêu tả khoa học đầu tiên năm 1924.